# Георг (Брауншвайг-Каленберг)
Георг (на немски: Georg; * 17 февруари 1582, Целе; † 2 април 1641, Хилдесхайм) от род Велфи, е херцог на Брауншвайг и Люнебург, от 1634 до 1641 г. княз на Каленберг и генерал през Тридесетгодишната война.

## Живот
Той е 6-ият син на херцог Вилхелм Млади (1535 – 1592) и Доротея Датска (1546–1617), дъщеря на крал Кристиан III от Дания (1503 – 1559) и на Доротея фон Саксония-Лауенбург (1511 – 1571) от рода Аскани.
От 1591 до 1596 г. следва в университета на Йена. Последва чрез жребий на 10 март 1617 г. баща си в Княжество Каленберг. Херцог Георг получава дворец Херцберг и го определя за своя резиденция. Същата година на 14 декември се жени за Анна Елеонора фон Хесен-Дармщат (* 30 юли 1601, † 6 май 1659), дъщеря на ландграф Лудвиг V от Хесен-Дармщат (1577 – 1626) и Магдалена фон Бранденбург (1582 – 1616), дъщеря на курфюрст Йохан Георг от Бранденбург (1525 – 1598).
На 21 април 1631 г. Георг става генерал на шведския крал Густав II Адолф. Приет е през 1634 г. в литературното общество Fruchtbringende Gesellschaft при княз Лудвиг I фон Анхалт-Кьотен.
При велфското поделяне на наследството през 1635 г. получава княжествата Каленберг и Гьотинген. През 1636 г. избира Хановер за резиденция и прави манастира на дворец-резиденцията „Лайнешлос“.
На 2 април 1641 г. херцог Георг фон Брауншвайг и Люнебург-Каленберг умира на 59 години в Хилдесхайм. Погребан е в княжеската гробница в църквата „Св. Мария“ в Целе. Той е прародител на днешната линия.

## Деца
Георг и Анна Елеонора имат децата:
- Кристиан Лудвиг (1622 – 1665), упр. 1641 – 1648 в Хановер, 1648 – 1665 в Целе
- Георг Вилхелм (1624 – 1705), упр. 1648 – 65 в Хановер, 1665 – 1705 в Целе
- Йохан Фридрих (1625 – 1679), упр. 1665 – 1679 в Хановер
- Ернст Август (1629 – 1698), упр. 1679 – 1698 в Хановер, от 1692 като курфюрст
- София Амалия (1628 – 1685), омъжена за Фридрих III, крал на Дания

- Георг, херцог фон Брауншвайг и Люнебург
- Принцеса Анна Елеонора фон Хесен-Дармщат